# Skydra
Skydra (in greco Σκύδρα?), in passato nota anche come Vertekop, è un comune della Grecia situato nella periferia della Macedonia Centrale (unità periferica di Pella) con 20.720 abitanti secondo i dati del censimento 2001.
A seguito della riforma amministrativa detta Programma Callicrate in vigore dal gennaio 2011 che ha abolito le prefetture e accorpato numerosi comuni, la superficie del comune è ora di 240 km² e la popolazione è passata da 15.654 a 20.720 abitanti.
Anticamente Skydra era una città della regione storica della Bottiea.